# Yuanyang-Bach
Der Mandarinentenbach (chinesisch 鸳鸯溪, Yuānyangxī) ist ein Bach im Kreis Pingnan der chinesischen bezirksfreien Stadt Ningde. 
Er durchfließt auf einer Länge von 14 km das einzige Naturschutzgebiet der Volksrepublik China für Mandarinenten (chinesisch 鸳鸯, Yuanyang dt. Mandarinente). Das Naturschutzgebiet an den Ufern des Baches (Lage)
umfasst eine Fläche von 78 km² und wird im Herbst von Mandarinenten zum Überwintern aufgesucht.
Von den fünf große Sehenswürdigkeiten am Yuanyang ist der vom Bach gespeiste See Baishuiyang (chinesisch 白水洋) am bedeutendsten. Der Boden des Sees besteht aus drei im Wasser liegenden flachen Felsen, von denen der größte eine Fläche von 40.000 m² umfasst. Wegen seiner landschaftlichen Reize ist insbesondere dieser See bei vielen chinesischen Naturfreunden beliebt.